# Lopud (Dubrovnik)
Lopud je naselje u Dubrovačko-neretvanskoj županiji u sastavu grada Dubrovnika.

## Zemljopisni položaj
Lopud je smješten u uvali na zapadnoj strani istoimenog otoka, oko 7,5 Nm sjeverozapadno od dubrovačke luke Gruž. Jedino je naseljeno mjesto na otoku.

## Naziv
Naziv naselja se povezuje s nazivom otoka na kojem je naselje smješteno.

## Povijest
Lopud je prema nekim arheološkim nalazima naseljen već tisućama godina. Na otoku su pronađeni mnogi ostaci starogrčkih, rimskih i slavenskih gradevina i ruševina. Na mjestu današnje kule Španjola nađeni su ulomci keramike ilirskih građana. Do danas su sačuvani toponimi grčkog podrijetla, Veliki i Mali Skupio – skopelos, otok; Igo, Igalo – aigialos, obala, plaža. Naziv imena susreće se u raznim oblicima grčkog podrijetla: Dalafota, Dalafodum. Od romaniziranog naziva Lafota u uporabi je danas hrvatski Lopud. Iz rimskog vremena ostali su nam ulomci reljefno obrađenog kamena na predromaničkim crkvama. Ostaci starohrvatske kulture IX. I X. stoljeća su predromaničke kapelice: sv. Ilija, sv. Ivan Krstitelj, sv. Petar, sv. Nikola. Kako nas mnogi spomenici i dubrovački povjesničari uvjeravaju, naselje Lopud bilo je na otoku Lopudu jedno hrvatsko naselje već u IX. stoljeću.
Lopud je od 11. stoljeća u sastavu Dubrovačke Republike, a od 1457. godine postaje jedno od njenih regionalnih središta. U to vrijeme u naselju je živjelo preko 1000 stanovnika, a ekonomski uspon Republike odražavao se i na otok. Brodovlasnici iz Lopuda imali su vlastitu flotu od oko 80 brodova kao i brodogradilište. Na otoku se u doba Dubrovačke Republike nalazilo 19 mlinica, a uzgajano je 700 ovaca.
Mjesni perivoj je poznat kao bivši vrt vile iz 19. stoljeća. U vrtu raste nekoliko vrsta bilja, a predvladavaju bambusi i različite vrste kaktusa, sakupljane po cijelom svijetu. 
Na Lopudu postoje 24 crkve, a Franjevci i Dominikanci sagradili su ovdje svoje samostane. Također tu postoji vidikovac Belvedere na kojem je smještena tipična starohrvatska Crkva sv. Ivana te španjolska utvrda Sutvrač iz 1563. koja se nalazi na najvišoj uzvisini i s koje se pruža odličan pogled. Kani ju obnoviti Društvo prijatelja dubrovačke starine.

## Gospodarstvo
Gospodarstvo Mjesta se zasniva na turizmu, ugostiteljstvu, ribarstvu, poljodjelstvu i vinogradarstvu. U naselju postoji i hotel Lafodia te brojni restorani i kafići. 
U mjestu djeluje i osnovna škola koju je dao izgraditi Ivo Kuljevan.
Početkom 20. stoljeća Lopud se od ribarskog mjesta počeo pretvarati u turističko. Godine 1925. kupljena je stara mlinica uz obalu za gradnju hotela koji je otvoren 1927. te zajedno sa starom kućom kao depandansom imao 70 postelja. Nazvan je Hotel Glavović. To je bio prvi hotel na Lopudu. Godine 1928. nabavljena je prva električna centrala koja je počela raditi 1928. za unutarnje potrebe hotela. Već iduće godine davala je privatnu i javnu rasvjetu Lopudu. 1930. godine obitelj Glavović kupuje zemlju za gradnju novog hotela kojeg izgradnja počinje četiri godine kasnije. Prihvaćena je za to doba revolucionarna i suvremena ponuda Nikole Dobrovića da se novi hotel gradi od armiranog betona. Dobio je ime Grand Hotel i počeo je raditi 1937. godine. Sa svojim pristupnim parkom i 160 fiksnih postelja u 80 soba na četiri kata bio je najsuvremeniji hotel na hrvatskoj obali.
Najbrojniji gosti toga doba bili su Česi. Obiteljska zajednica Glavović-Sesan zapošljavala je veći broj ljudi s Lopuda i Šipana, a neke vrhunske kuhare i konobare čak iz Češke. Izgradnjom ovog hotela Lopud ih je imao čak šest, jer su 1930-ih otvoreni i hoteli Kristić, Kuljevan i Pracat. Uz potpuno izgrađenu obalu darom dobrotvora Iva Kuljevana, velikim i lijepo uređenim parkom Đorđić-Maineri, te sa svojim plažama i prirodom Lopud je izuzimajući sam Dubrovnik bio najrazvijenije turističko mjesto na dubrovačkoj obali. Međutim, Drugi svjetski rat prekinuo je svaku daljnju djelatnost. Talijani su koncem rujna 1942. odlučili u hotele smjestiti internirane uglavnom bosanske Židove. Poslali su svoje vojnike koji su izgradili betonske jame za kanalizaciju. Zabilježena je pomoć mještana zarobljenim Židovima. Početkom lipnja 1943. Židovi su odvedeni s Lopuda na Rab, ali su u Grand Hotel već u prosincu ušli Nijemci koji su štošta uništili i pokrali.
Početkom 1945. nove su komunističke vlasti optužile vlasnike hotela, obitelj Glavović-Sesan, za suradnju s talijanskim i njemačkim okupatorom. Vlasnici su kažnjeni s par mjeseci zatvora, a njihov hotel je konfisciran. Godine 1968. izgrađen je veliki luksuzni hotel Lafodia.

## Stanovništvo
Prema popisu stanovnika iz 2011. godine u naselju Lopud živi 249 stanovnika, uglavnom Hrvata katoličke vjeroispovjesti.
| broj stanovnika | 494   | 444   | 464   | 358   | 358   | 342   | 341   | 410   | 387   | 422   | 416   | 399   | 377   | 348   | 269   | 249   | 278   |
|                 | 1857. | 1869. | 1880. | 1890. | 1900. | 1910. | 1921. | 1931. | 1948. | 1953. | 1961. | 1971. | 1981. | 1991. | 2001. | 2011. | 2021. |

## Poznate osobe
- Miho Pracat
- Trajan Lalić
- Vice Bune

## Vanjske poveznice
- Lopud - Otok mira  Arhivirana inačica izvorne stranice od 5. ožujka 2016. (Wayback Machine)